# Tricheops ephippiger
Tricheops ephippiger là một loài bọ cánh cứng trong họ Cerambycidae.